# Estación de Meilen
La estación de Meilen es una estación ferroviaria de la comuna suiza de Meilen, en el Cantón de Zúrich.

## Historia y situación
La estación de Meilen fue inaugurada en el año 1894 con la puesta en servicio de la línea Zúrich - Meilen - Rapperswil por parte del Schweizerische Nordostbahn (NOB). En 1902 fue integrada en los SBB-CFF-FFS.
Se encuentra ubicada en el centro del núcleo urbano de Meilen. Cuenta con un único andén central al que acceden dos vías pasantes a las que hay que añadir la existencia de otra vía pasante y varias vías muertas
En términos ferroviarios, la estación se sitúa en la línea Zúrich - Meilen - Rapperswil, más conocida como la línea de la margen derecha del lago de Zúrich. Sus dependencias ferroviarias colaterales son la estación de Herrliberg-Feldmeilen hacia Zúrich, y la estación de Uetikon en dirección Rapperswil.

## Servicios ferroviarios
Los servicios ferroviarios de esta estación están prestados por SBB-CFF-FFS:

### S-Bahn Zúrich
La estación está integrada dentro de la red de trenes de cercanías S-Bahn Zúrich, y en la que efectúan parada los trenes de varias líneas pertenecientes a S-Bahn Zúrich:
- S 6 Baden – Regensdorf-Watt – Zúrich HB – Uetikon
- S 7 Winterthur – Kloten – Zúrich HB – Stadelhofen - Meilen – Rapperswil
- S 20 (Uerikon – Stadelhofen – Zúrich HB – Hardbrücke)
- S N7 Bassersdorf – Zúrich HB - Meilen – Stäfa